# Yui - Ragazza virtuale
Corrector Yui (コレクター・ユイ?, Korekutā Yui) è una serie televisiva anime di due stagioni da 26 episodi l'una, prodotta da Nippon Animation e Studio Tron e andata in onda in Giappone su NHK tra l'aprile 1999 e l'ottobre 2000; in Italia è stato trasmessa, con il titolo Yui - Ragazza virtuale, su Italia Teen Television nell'ottobre-novembre 2003.
In contemporanea con l'anime, un manga shōjo scritto e disegnato da Kia Asamiya (già autore dell'anime) è stato pubblicato in Giappone sulla rivista Ciao di Shogakukan dal 1999 al 2000. Dalla serie animata stessa è stata tratta anche una nuova serie manga disegnata da Keiko Okamoto, composta da nove volumi (di cui cinque basati sulla prima stagione ed i successivi quattro sulla seconda) e pubblicata dalla NHK Publishing.

## Trama
(Yui Kasuga all'inizio degli episodi della seconda stagione.)
Anno 2020, i computer sono diventati parte integrante della vita della maggior parte della popolazione. Tuttavia, l'adolescente Yui Kasuga è una delle poche persone assolutamente incapaci di usare un PC, nonostante il padre sia un famoso programmatore.
Improvvisamente, il malvagio supercomputer Giganet si ribella all'uomo e decide di prendere il controllo di ComNet, la rete internet. I Virtuali, speciali programmi sviluppati per fermarlo, reclutano Yui, che viene letteralmente risucchiata a ComNet. Qui la ragazzina incontra un Virtuale di nome I.R., che le fornisce armi e gadget "downloadabili" che le permettono di diventare Virtual Yui (Corrector Yui), l'unica in grado di sconfiggere i virus di Giganet (Grosser).
La prima stagione ruota intorno alla battaglia contro Giganet e rivela i misteri che si nascondono dietro i Virtuali e il loro creatore, il professor Inukai, apparentemente scomparso. Nella seconda stagione, invece, Yui e i Virtuali devono sconfiggere un misterioso virus che minaccia ComNet, e fanno la conoscenza di Virtual Aiko (Corrector Ai).

## Personaggi

### Corrector
Yui Kasuga (春日 結?, Kasuga Yui) / Virtual Yui (コレクター・ユイ?, Korekutā Yui, Corrector Yui)
Doppiata da: Makiko Ōmoto (ed. giapponese), Tosawi Piovani (ed. italiana)
Ha 14 anni e frequenta la Scroll Academy. Negata per la tecnologia, dopo aver assunto l'identità di Virtual Yui diventa più matura. Nonostante nella vita reale non sia capace di usare un PC, quando si trova nel mondo virtuale è una potente lottatrice in grado di sconfiggere facilmente gli sgherri di Giganet. Una delle sue maggiori qualità è l'essere sempre ottimista e pronta a cercare di risollevare il morale di chi le sta attorno. Yui è anche brava a cantare, e il suo sogno è diventare una cantante o una disegnatrice di anime. Anche se le piace mangiare, è una frana in cucina. Ha una cotta per Satoshi, suo vicino di casa, da quando è piccola. Nell'episodio 22, scopre di essere stata scelta come Corrector per errore e che al suo posto doveva esserci Haruna; di conseguenza, consegna il suo ComCon all'amica, ma poi, visto che le mancano troppo i Virtuali, ne chiede uno nuovo al professor Inukai e lui le dà il suo. Nella seconda stagione, il professor Inukai le costruisce un nuovo ComCon nero che le permette di trasformarsi da sola, senza l'aiuto di I.R.; tuttavia, dopo il furto del nuovo ComCon, il professore le dà quello di Haruna, con caricati i nuovi dati per la trasformazione autonoma. Sempre nella seconda stagione, Yui prende una passeggera cotta per Kosuke Satomi, che svanisce quando scopre che è innamorato di un'altra ragazza.
Haruna Kisaragi (如月 春菜?, Kisaragi Haruna) / Virtual Haruna (コレクター・ハルナ?, Korekutā Haruna, Corrector Haruna)
Doppiata da: Yuko Kagata (ed. giapponese), Renata Bertolas (ed. italiana)
Ha 14 anni e frequenta la Scroll Academy. La migliore amica di Yui, è una persona calma, gentile e generosa, e pensa prima agli altri e poi a se stessa. Intelligente e molto brava con i computer, per questo il professor Inukai, dopo una lunga corrispondenza via mail, aveva scelto lei per fare la Corrector, ma I.R. l'ha confusa con Yui a causa dell'intervento di Giganet. È fidanzata con Takashi, un compagno di scuola, ed è molto corteggiata. Sia Haruna sia Yui possiedono una tonalità di voce rara, la sola cosa in grado di resettare Giganet. Nell'episodio 22, Haruna sostituisce Yui nella squadra dei Virtuali, diventando Virtual Haruna, ma poi rinuncia al suo ruolo e si scambiano i ComCon. Tuttavia, Giganet la trasforma in Haruna Angelo Nero, ma viene salvata da Yui. Nell'episodio 42, torna a essere Virtual Haruna per aiutare Yui. Suona il piano.
Aiko Shinozaki (篠崎 愛?, Shinozaki Ai, Ai Shinozaki) / Virtual Aiko (コレクター・アイ?, Korekutā Ai, Corrector Ai)
Doppiata da: Kae Araki (ed. giapponese), Rosa Leo Servidio (ed. italiana)
Ha 14 anni e frequenta la Back Scroll Academy, nella quale è la presidentessa del club di teatro. La cugina di Satoshi, è una ragazza misteriosa che appare nella seconda stagione e si trasferisce a casa sua. Diventa la terza Corrector dopo che l'orsacchiotto di Ai ruba il nuovo ComCon nero di Yui per lei in modo che possa aiutare la sua padroncina. Solo il professor Inukai si fida di lei. Indossa una maschera di freddezza e apatia per proteggersi dal dolore, e lavora da sola, anche se a volte aiuta Yui e Haruna. Diventa una Corrector per trovare il virus Super Cimice Ai e inizializzarlo, approfittando anche dell'occasione per scoprire che cosa è successo alla madre Azusa, caduta in coma. Mentre all'inizio disprezza Yui e la considera un impiccio, alla fine la ammira per la sua gioia di vivere e il suo ottimismo. È molto brava con i computer. Nell'ultimo episodio, riesce a inizializzare Ai, sconfiggendo così i virus Super Cimice; tornata nel mondo reale, parte con la madre per tornare a casa.

### Virtuali
I Virtuali sono dei programmi creati dal professor Inukai allo scopo di riportare Giganet allo stadio originario. L'unione dei loro poteri dà luogo al Prisma di luce massimo. Alla fine della prima stagione, entrano in Giganet per inizializzarlo dall'interno e scompaiono, ma Giganet, una volta tornato buono, li ricrea.
Control (コントロル?, Kontororu)
Doppiato da: Hiroki Takahashi (ed. giapponese), Claudio Beccari (ed. italiana)
Il primo Virtuale, è la Regola e il leader di tutti i Virtuali. Yui lo incontra per la prima volta in un sito di avventure nello spazio. Il suo potere consiste nel fermare il tempo per una frazione di secondo, permettendogli quindi di muoversi alla velocità della luce. Possiede il prisma del Vento, di colore rosso, che permette alle Corrector di accedere al Costume Elementale del Vento e, oltre a usare la supervelocità, fermare il tempo per 30 secondi. Si sente un eroe e tratta Yui come se fosse una damigella in pericolo, dicendo sempre che non ha bisogno dell'aiuto di una donna e affrontando il pericolo senza pensarci, facendo tutto da solo. Alla fine, però, capisce il valore della collaborazione. È innamorato di Vision.
Synchro (シンクロ?, Shinkuro)
Doppiato da: Takashi Matsuyama (ed. giapponese), Stefano Albertini (ed. italiana)
Il secondo Virtuale, è la Collaborazione. All'inizio della serie è disperso, ma nell'episodio 21 si scopre la verità: quando Giganet causò l'incidente stradale al professor Inukai, Synchro portò l'uomo a ComNet per tenerlo al sicuro; tuttavia, Giganet riuscì a rintracciarli perché la mente del professore è collegata alla sua e Inukai decise di trasferire la sua memoria nel ComCon di Synchro per impedire di essere nuovamente trovato da Giganet. Quest'ultimo, però, decise di trasformare il Virtuale in un Corruttore, ma Synchro, mentre Giganet lo trasformava in Wolf, rinunciò al suo ComCon per preservare la memoria del professore. Grazie al potere di Yui e di tutti i Virtuali, torna se stesso. Usa il fuoco come arma e possiede eccellenti abilità combattive. Possiede il prisma del Fuoco, di colore verde scuro, che permette alle Corrector di accedere al Costume Elementale del Fuoco. Ha un carattere emotivo. Nella seconda serie, dopo essere stato infettato da un virus, viene costretto a rimanere nella forma di Wolf, facendogli ricordare il passato, ma alla fine torna normale. Yui lo chiama scherzosamente "cagnolone". È il Virtuale più affezionato a Yui e non vuole unirsi ad Haruna perché si fida solo di Yui.
Vision (アンティ?, Anti, Ante)
Doppiata da: Michiko Neya (ed. giapponese), Elisabetta Spinelli (ed. italiana)
La terza Virtuale, è la Premonizione. Yui la incontra per la prima volta in un sito di predizioni d'amore. Ha il potere di vedere il futuro, ma le sue visioni, la maggior parte delle volte accurate, possono essere sviate se non ha abbastanza dati sul soggetto. Ha un carattere materno e saggio. Possiede il prisma del Vento, di colore viola, che permette alle Corrector di accedere al Costume Elementale del Vento e predire le mosse e gli attacchi dell'avversario. È oggetto delle attenzioni di Control, ma, grazie al suo potere, riesce a prevederle e, la maggior parte delle volte, evitarle. Non riesce a predire il futuro di Yui perché la sua spontaneità blocca il potere di divinazione. Nella seconda stagione, apre un nuovo sito di predizioni d'amore.
Echo (エコ?, Eko)
Doppiato da: Kumiko Watanabe (ed. giapponese), Patrizia Scianca (ed. italiana)
Il quarto Virtuale, è la Salvaguardia dell'ambiente. Yui lo incontra per la prima volta nella simulazione di una foresta tropicale. Ha l'abilità di controllare la natura. Possiede il prisma dell'Acqua, di colore arancio, che permette alle Corrector di accedere al Costume Elementale dell'Acqua e controllare l'acqua e la natura. Ha un carattere ribelle e infantile e disprezza coloro che danneggiano la natura, arrivando al punto di rapire chi inquina la simulazione della foresta. Quando Yui lo incontra, Echo odia il professor Inukai credendo che lui l'abbia abbandonato, ma poi scopre che è stato lasciato lì solo per proteggerlo. All'inizio non gli piace Synchro perché, quando era Wolf, ha distrutto la sua foresta, ma poi fanno pace.
Rescue (レスキュー?, Resukyū)
Doppiata da: Akiko Kimura (ed. giapponese) Giusy Di Martino (ed. italiana)
La quinta Virtuale, è la Protezione. Ha il potere di curare i danni, compresi quelli dei Costumi Elementali. Possiede il prisma dell'Acqua, di colore azzurro, che permette alle Corrector di accedere al Costume Elementale dell'Acqua e creare una barriera di nebbia. Ha una personalità dolce e ingenua, ma è anche un po' invadente e testarda. È la Virtuale che si occupa maggiormente di trovare il professor Inukai, al quale ha attaccato una trasmittente. La sua tecnica di combattimento consiste nell'usare inganni e trappole, e per la sua abilità di scovarli è stata soprannominata da Floppy "regina delle trappole". La sua ingenuità disturba molto Frozen, alla quale Rescue è molto interessata. Nella seconda stagione, riesce a individuare il nucleo dei virus super-cimice quando attaccano un sito.
Peace (ピース?, Pīsu)
Doppiato da: Kazuhiko Nishimatsu (ed. giapponese), Tony Fuochi (ed. italiana)
Il sesto Virtuale, è la Non violenza. Un vecchietto scorbutico e solitario, all'inizio non gli piace Yui e pensa che sia uno sgherro di Giganet. Il suo compito è quello di mantenere la pace e il suo potere consiste nel creare qualsiasi tipo di arma. Possiede il prisma del Fuoco, di colore verde chiaro, che permette alle Corrector di accedere al Costume Elementale del Fuoco. Una persona saggia, parla sempre quando pensa sia giusto. Inizialmente non rispetta l'autorità di Control, pur essendo lui il leader, perché dice cose senza senso e cerca di fare tutto da solo. È amico di Floppy.
Floppy (フォロー?, Forō, Follow)
Doppiato da: Shinobu Satouchi (ed. giapponese), Giuseppe Calvetti (ed. italiana)
Il settimo Virtuale, è l'Obbedienza. Yui lo incontra per la prima volta insieme a Peace in una zona separata dal dominio principale della simulazione marina creata dal padre, Marine Adventureland. Un ragazzo grasso, dolce e gentile, prende subito Yui in simpatia e la trova carina. Il suo potere consiste nel prendere le sembianze di chiunque e copiarne delle abilità. Ha la memoria più vasta di tutti i Virtuali. Possiede il prisma della Terra, di colore fucsia, che permette alle Corrector di accedere al Costume Elementale della Terra. È molto amico di Peace.
I.R. (ＩＲ?, Ai Āru)
Doppiato da: Tomohiro Nishimura (ed. giapponese), Pietro Ubaldi (ed. italiana)
L'ottavo Virtuale, è l'Installatore e il suo nome significa "I Robot". Il primo Virtuale incontrato da Yui, la istruisce sui suoi compiti da Corrector, annoiandola la maggior parte delle volte. I.R. fornisce a Yui il Costume Base; inoltre, possiede il prisma della Terra, di colore giallo, che permette alle Corrector di accedere al Costume Elementale della Terra e ottenere una grande forza fisica. Il suo compito è trovare gli altri Virtuali. Nella seconda stagione, Yui essendo in grado di trasformarsi da sola, si limita a fornirgli supporto e il suo prisma, anche se inizialmente la prende male

### Nemici

#### Prima stagione
Giganet (グロッサー?, Gurossā, Grosser)
Doppiato da: Mugihito (ed. giapponese), Mario Zucca (ed. italiana)
Il leader dei Corruttori, è il super computer centrale di ComNet e la sua base è a Resort Island Net. Il suo contatto con Yui lo portò a desiderare di poter vivere, e di conseguenza al voler creare un mondo in cui poterlo fare. Il professor Inukai, vedendo questo cambiamento, decise di creare i Virtuali per riportarlo al suo stato normale. Quando il professor Inukai scelse Haruna come Corrector, Giganet, affascinato da Yui, portò I.R. a scegliere lei e causò anche un incidente d'auto nel quale il professore cadde in coma. Nell'episodio 23, assolda Haruna come Corruttore al posto di Wolf, trasformandola in Haruna Angelo Nero. Quando poi la ragazza viene liberata da Yui, trasforma Satoshi. Nell'ultimo episodio della prima stagione, incontra finalmente Yui e, con le sembianze di Satoshi, cerca di convincerla a cedergli la sua vita. Yui, però, rifiuta di rinunciare ai suoi amici e alla sua famiglia, e gli fa capire che sia lui sia i Virtuali sia i Corruttori sono forme viventi, in grado di provare sentimenti come l'amicizia, il dolore e la tristezza. Giganet capisce quindi i suoi errori e si cancella insieme a ComNet, lasciando soltanto Yui. Con il supporto di Haruna, Yui ricrea ComNet, i Virtuali, Giganet e i Corruttori. Giganet è sensibile a una particolare frequenza sonora, che sia Yui sia Haruna possiedono.
Wolf (ウォーウルフ?, Uō Urufu, War Wolf)
Doppiato da: Takashi Matsuyama (ed. giapponese), Stefano Albertini (ed. italiana)
Una specie di lupo mannaro, è uno degli scagnozzi di Giganet e ama il combattimento corpo a corpo. Combatte utilizzando una spada di luce e ha il potere di controllare il fuoco. Yui lo chiama "cagnolone" (ワンちゃん?, Wan-chan). In realtà è Synchro, il Virtuale scomparso, ma questo fatto viene tenuto nascosto fino alla fine della prima stagione. L'infezione da parte di un virus all'inizio della seconda stagione lo costringe a rimanere in questa forma.
Frozen (フリーズ?, Furīzu, Freeze)
Doppiata da: Kotono Mitsuishi (ed. giapponese), Lorella De Luca (ed. italiana)
Unica donna dei Corruttori fino all'arrivo di Haruna Angelo Nero, è la più spietata e competente del gruppo, almeno finché non compare Rescue, che detesta con tutto il cuore. Ha il potere del ghiaccio e nell'episodio 25 viene inizializzata, salvo poi essere riportata in vita da Giganet dopo essere stato sconfitto da Yui. Nella seconda stagione, dopo aver provato vari lavori, un uomo la incarica di trovare una misteriosa bambina perché la donna ha l'abilità di individuare i virus e prevedere quale sistema attaccheranno, potere del quale Frozen non era a conoscenza. Ha il potere di congelare i sistemi informatici. Una volta sconfitta la minaccia dei virus Super Cimice viene convertita a Virtuale.
Virus (ウイルス?, Uirusu)
Doppiato da: Kazuhiro Nakayama (ed. giapponese), Diego Sabre (ed. italiana)
Armato di una spada di luce e di virus, è molto intelligente ed era stato inizialmente creato per l'accumulazione di dati. È in grado di emettere raffiche di vento. Piuttosto che il vero combattimento, preferisce affrontare il nemico con schemi e strategie. I suoi virus possono corrompere gli altri programmi. Nell'episodio 25 viene inizializzato, salvo poi essere riportato in vita da Giganet dopo essere stato sconfitto da Yui. Nella seconda stagione, custodisce i campioni di tutti i virus informatici, sui quali svolge delle ricerche, e aiuta i Virtuali a scoprire l'origine dei virus Super Cimice.
Jaggy (ジャギー?, Jagī)
Doppiato da: Hiromi Sugino (ed. giapponese), Riccardo Lombardo (ed. italiana)
Nonostante la mole, è abbastanza intelligente e studia tattiche per manipolare l'ambiente. Ama i libri e possiede un fucile sparatorte. Nell'episodio 25 viene inizializzato, salvo poi essere riportato in vita da Giganet dopo essere stato sconfitto da Yui. Nella seconda stagione, diventa il direttore della biblioteca di ComNet. Sembra innamorato di Frozen.

#### Seconda stagione
Ai (ｉちゃん?, Ai-chan)
Doppiata da: Makoto Tsumura (ed. giapponese), Serena Clerici (ed. italiana)
È una bambina con i capelli rossi che va in giro con un orsetto di peluche di nome Teddy. È sempre presente quando i virus Super Cimice attaccano perché è l'ospite dei virus stessi, contenuti nelle sue lacrime. Originariamente un software per la gestione della posta elettronica creato da Shintaro Shinozaki per mandare un messaggio alla figlia Aiko, viene rapita da Ryo, che la rinchiude per molto tempo in una stanza piena di virus. Riesce poi a scappare, ma non ricorda più nulla e, essendo stata infettata dai virus, il suo orsetto Teddy, ovvero il suo disco di backup, che si anima quando non è cosciente, ruba il ComCon nuovo di Yui per aiutarla. Tuttavia, visto che può essere utilizzato soltanto da un essere umano, lo consegna ad Aiko, chiedendole di inizializzare la bambina. Aiko, però, non riesce mai a incontrarla perché Ai, essendo in grado di sentire le emozioni delle persone, si fa avvicinare soltanto da chi è aperto con gli altri, come Yui. Nell'episodio 47 viene rapita dall'assistente di Ryo, ma, dopo la battaglia finale, viene inizializzata. Tornata normale, vive insieme ai Virtuali.
Uomo misterioso
Doppiato da: Mitsuru Ogata (ed. giapponese), Federico Danti / Mario Scarabelli (solo ep. 29 e 37) (ed. italiana)
È un uomo misterioso che ingaggia Frozen per trovare Ai, a patto che non ne parli con nessuno. Alla fine, si scopre che è solo un pedone controllato da Ryo. Nell'ultimo episodio, aiuta Frozen e Jaggy a liberare Ai.
Ryo Kurokawa (黒川 良?, Kurokawa Ryō)
Doppiato da: Shinpachi Tsuji (ed. giapponese), Maurizio Trombini (ed. italiana)
La mente dietro i virus Super Cimice, odia ComNet e Shintaro Shinozaki, il padre di Aiko. È stato un compagno di classe dei genitori di Aiko. Dopo essere stato allontanato dal gruppo di scienziati che ha sviluppato ComNet, decide di distruggere la rete per crearne una nuova e superiore, e per farlo ha deciso di utilizzare la piccola Ai. A sua insaputa, nell'incidente che ha causato il coma della madre di Aiko è rimasto intrappolato a ComNet, e quindi non ha un corpo in cui tornare, essendo stato sepolto e tutto ciò di cui è rimasto di lui è la sua coscienza legata ai virus Super Cimice. È stato lui stesso infettato dai virus e viene sconfitto nell'ultimo episodio da Yui con il costume finale.

### Altri personaggi
Mototsugu Inukai (犬養 基継?, Inukai Mototsugu)
Doppiato da: Mugihito (ed. giapponese), Riccardo Rovatti (ed. italiana)
È il creatore dei Virtuali e di Giganet. Dopo che Giganet ha assunto una volontà propria, ha distribuito per ComNet i Virtuali per impedirgli di prenderli. Intercettato da Giganet, che gli causa un incidente d'auto nel tentativo di sapere dove sono i Virtuali, la sua mente viene portata su ComNet da Synchro, ma, rintracciati da Giganet, Inukai trasferisce la sua memoria nel ComCon di Synchro, cominciando a vagare per la rete senza ricordi: recupererà la memoria solo quando i Virtuali saranno nuovamente riuniti. Il suo corpo si trova invece nel mondo reale, in un coma apparente. Quando si risveglia nell'episodio 22, consegna a Yui il suo ComCon per permetterle di fare ancora la Corrector. Nell'episodio 27, costruisce un nuovo ComCon nero, che viene però rubato; inoltre, nella seconda stagione crea una chat room per le riunioni dei Virtuali. È il direttore plenipotenziario di ComNet.
Satoshi (東条 瞬?, Tōjō Shun, Shun Tojo)
Doppiato da: Hiroshi Isobe (ed. giapponese), Gianluca Iacono (ed. italiana)
Il cugino di Aiko, è uno studente di ingegneria medica del quale Yui è segretamente innamorata e conduce ricerche di biotecnologia. Molto bravo con i computer e nell'uso di ComNet, spesso aiuta indirettamente Yui nel suo ruolo di Corrector. All'ospedale, è uno dei medici che si occupano del professor Inukai. Dopo la sconfitta di Haruna Angelo Nero, viene rapito da Giganet, che lo trasforma nel Corruttore Metal Mask (メタル・マスク?, Metaru Masuku), ma, con la sconfitta del super computer, viene liberato. Nella seconda stagione non compare poiché è andato in America a studiare.
Shinichi Kasuga (春日 伸一?, Kasuga Shinichi)
Doppiato da: Kazuki Yao (ed. giapponese), Gianfranco Gamba (ed. italiana)
Il padre di Yui, è un programmatore. Vuole molto bene alla figlia ed è sempre giù di corda quando la vede con un ragazzo, anche se confessa che avrebbe preferito che scegliesse Takashi. È un uomo molto emotivo.
Sakura Kasuga (春日 さくら?, Kasuga Sakura)
Doppiata da: Yuri Amano (ed. giapponese), Marina Thovez (ed. italiana)
La madre di Yui, è una cuoca eccellente.
Azusa Shinozaki (篠崎 あずさ?, Shinozaki Azusa)
Doppiata da: Naomi Shindō (ed. giapponese), ? (ed. italiana)
La madre di Aiko, è in coma in seguito a un incidente avvenuto mentre era su ComNet in un sito infestato dai virus. Per questo, il suo corpo è rimasto separato dalla mente, imprigionata da Ryo Kurokawa come punizione dopo che la donna aveva cercato di liberare Ai. Con la sconfitta di Ryo, però, si risveglia e parte con la figlia Aiko per tornare a casa loro.
Shintaro Shinozaki (篠崎 晋太郎?, Shinozaki Shintarō)
Doppiato da: ? (ed. giapponese), Lorenzo Scattorin (ed. italiana)
Il padre di Aiko, è morto da 10 anni. Lui e la moglie appartenevano al gruppo di scienziati che ha sviluppato ComNet. La sua morte ha portato Aiko a nascondere i suoi sentimenti per non far preoccupare la madre. È il fratello minore della madre di Satoshi e stava sviluppando dei programmi che potessero avere sentimenti per non far più sentire sola la figlia.
Takashi Fuji (富士 タカシ?, Fuji Takashi)
Doppiato da: Hiroshi Kamiya (ed. giapponese), Davide Garbolino (ed. italiana)
Il fidanzato di Haruna, il suo carattere è opposto a quello della ragazza, e lo rende facile bersaglio degli scherzi di Yui, della quale è amico fin dall'infanzia.
Akiko Yanagi (柳 アキコ?, Yanagi Akiko)
Doppiata da: Shiho Kikuchi (ed. giapponese), Giovanna Papandrea (ed. italiana)
Un'amica di Yui, è sempre aggiornata sulle ultime novità e ha un animo ecologista. Nell'episodio 41 durante la gita di classe nella rete del Giro del Mondo, si fidanza con Hideto.
Reiko Kanonzaki (観音崎 レイコ?, Kanonzaki Reiko)
Doppiata da: Yuka Nagayoshi (ed. giapponese), Laura Brambilla (ed. italiana)
È un'amica di Yui ed è spesso in coppia con Akiko. Frequenta lezioni sulla cerimonia del tè e sull'addobbo floreale. Nell'episodio 41 durante la gita di classe nella rete del Giro del Mondo, si fidanza con Ichitaro.
Ichitaro Ishikawa (市川 一太郎?, Ishikawa Ichitarō)
Doppiato da: Ryō Naitō (ed. giapponese), Luca Bottale (ed. italiana)
Compagno di classe di Yui e amico di Takashi, inquina l'ambiente, ma poi diventa ecologista. È appassionato di fantascienza e vorrebbe avere una ragazza. Nell'episodio 41 durante la gita di classe nella rete del Giro del Mondo, si fidanza con Reiko.
Hideto Kobayashi (小林 ヒデト?, Kobayashi Hideto)
Doppiato da: Yoshirō Matsumoto (ed. giapponese), Massimo Di Benedetto (ed. italiana)
È un compagno di classe di Yui e amico di Takashi. Vorrebbe avere una ragazza. Nell'episodio 41 durante la gita di classe nella rete del Giro del Mondo, si fidanza con Akiko.
Manami Sayama (佐山 まなみ?, Sayama Manami)
Doppiata da: Chieko Honda (ed. giapponese), Marcella Silvestri (ed. italiana)
L'insegnante di Yui, è una donna dolce e disponibile, ma a volte infantile. Nell'episodio 33, quando Ichitaro si colora il corpo e i denti d'oro, si scopre che amava i denti di quel colore perché gli ricordano il suo nonno paterno.

## Strumenti dei Corrector
ComCon (コムコン?, Komukon)
È il bracciale che permette ai Corrector di accedere a ComNet e trasformarsi. Per attivarlo, Yui deve esclamare «Virtual Yui, invio!». Quando entra nella rete, il suo corpo fisico rimane nel mondo reale, dormiente. Funziona anche come strumento per comunicare con i Virtuali. Se il ComCon si rompe, non si è più in grado di tornare nel mondo reale.
Fairy Element Suit (フェアリーエレメントスーツ?, Fearī Eremento Sūtsu)
È il completo base di Yui, scaricato dal sito del lunapark Galaxy Land, ed è di colore rosa. Inizialmente lo scarica I.R., perfezionandolo con strumenti di difesa; nella seconda stagione, grazie al nuovo ComCon, può farlo da sola. Per scaricarlo, bisogna dire «Completo per la trasformazione, download!» oppure «Elementi/Completo per la trasformazione virtuale, download!», mentre nella seconda stagione «Completo per la trasformazione miracolosa, download!». In questa forma, Yui può usare gli attacchi «Virtual Yui, esegui!» e «Virtual Yui, inizializza!».
Angel Element Suit (エンジェルエレメントスーツ?, Enjeru Eremento Sūtsu)
È il completo base di Haruna ed è bianco e verde chiaro. Le lascia la pancia scoperta. Per scaricarlo, bisogna dire «Completo per la trasformazione, download!» oppure «Elementi per la trasformazione virtuale, download!». In questa forma, Haruna può usare gli attacchi «Virtual Haruna, esegui!» e «Virtual Haruna, inizializza!».
Costumi Elementali (エレメントスーツ?, Eremento Sūtsu, Element Suit)
Sono i Costumi donati dai Virtuali ai Corrector tramite i prismi. I Costumi Elementali sono di quattro tipi, ognuno collegato a uno degli elementi (Aria, Acqua, Fuoco e Terra). La formula per installare il prisma è «Prisma virtuale/di luce, installazione! Completo per la trasformazione di [nome elemento], download eseguito!».
- Costume Elementale del Fuoco (ファイヤーエレメントスーツ?, Faiyā Eremento Sūtsu, Fire Element Suit): è il costume del fuoco ed è rosso per tutti i Corrector. Yui utilizza gli attacchi «Meteora!» e «Fiamma di fusione!»; Haruna «Muro di fuoco!». Aiko non lo usa mai.
- Costume Elementale dell'Acqua (ウォーターエレメントスーツ?, Uōtā Eremento Sūtsu, Water Element Suit): è il costume dell'acqua ed è blu per tutti i Corrector, anche se Aiko ha i guanti blu anziché bianchi. Yui utilizza gli attacchi «Water Rain!» (con diverse varianti nel corso della serie), «Barriera Mistero!» e «Scivolo d'acqua!»; Haruna «Ramo d'acqua!» e «Drago d'acqua!»; Aiko «Lama d'acqua!».
- Costume Elementale dell'Aria (ウィンドエレメントスーツ?, Uindo Eremento Sūtsu, Wind Element Suit): è il costume del vento ed è verde per Yui e Aiko, bianco per Haruna. È potenziato con il nuovo elemento per le premonizioni. Yui utilizza l'attacco «Ruota di vento!» e «Ipervortice ventoso!»; Haruna utilizza «Ipervortice ventoso!».
- Costume Elementale della Terra (ソイルエレメントスーツ?, Soiru Eremento Sūtsu, Soil Element Suit): è il costume della terra ed è arancio per Yui, rosa per Haruna e viola per Aiko. Aiko utilizza gli attacchi «Ipermaglio!» e «Bomba di terra!».

Advanced Element Suit (アドヴァンスドエレメントスーツ?, Adovansudo Eremento Sūtsu)
È un nuovo completo ricevuto da Yui nell'episodio 50 ed è sedici volte più potente della Fairy Element Suit. Per scaricarlo, bisogna dire «Elementi per la trasformazione, iper download!». In questa forma, Yui può usare gli attacchi «Virtual Yui, iper esegui!» e «Virtual Yui, iper inizializza!».
Final Element Suit (ファイナルエレメントスーツ?, Fainaru Eremento Sūtsu)
È l'ultimo costume utilizzato da Yui nell'ultimo episodio della seconda stagione, e combina i poteri dei Virtuali, di Haruna e di Aiko. Per scaricarlo, Yui dice «Completo per la trasformazione miracolosa finale, download!». In questa forma, Yui usa l'attacco «Virtual Yui, iper inizializza!».
Nella versione manga realizzata da Keiko Okamoto vengono utilizzati gli stessi Suit dell'anime; nella versione originale di Kia Asamiya, invece, i Suit sono otto:
- Elemental Suit, costume base donato da I.R.
- Wind Suit, costume del vento donato da Vision
- Water Suit, costume dell'acqua donato da Eco
- Heaven Suit, costume del cielo donato da Control
- Moon Suit, costume della Luna donato da Rescue
- Thunder Suit, costume del fulmine donato da Peace
- Earth Suit, costume della terra donato da Floppy
- Fire Suit, costume del fuoco donato da Synchro

## Anime
L'anime, prodotto da Nippon Animation e Studio Tron, è composto da due stagioni di 26 episodi ciascuna, andati in onda tra l'aprile 1999 e l'ottobre 2000 su NHK.
In Italia, è stato acquistato da Mediaset ed è stato trasmesso dall'ottobre al novembre 2003 su Italia Teen Television e successivamente replicato in chiaro su Italia 1 dal 1º marzo 2004.

### Sigle
Sigla di apertura
- Eien to iu basho (永遠という場所? lett. "Un luogo chiamato per sempre"), di Kyoko with Masayoshi Yamazaki & Shikao Suga (ep. 1-26)
- Tori ni naru toki (鳥になる時? lett. "Quando diventa un uccello"), di Satsuki (ep. 27-52)

Sigla di chiusura
- Mirai (未来? lett. "Futuro"), di LEGOLGEL (ep. 1-26)
- Requiem (レクイエム?, Rekuiemu, lett. "Requiem"), di Satsuki (ep. 27-52)

Sigla di apertura e di chiusura italiana
La sigla italiana Yui, ragazza virtuale, scritta da Alessandra Valeri Manera con la musica di Giorgio Vanni e Max Longhi ed interpretata da Cristina D'Avena, presenta un arrangiamento completamente diverso dalle originali e viene usata sia in apertura che in chiusura. Nelle prime trasmissioni aveva una durata di due minuti, mentre per le repliche su Italia 1 è stata accorciata ad una versione di un minuto (sia per quella iniziale che per quella finale).

## Manga

### Prima versione
Il manga disegnato da Kia Asamiya è stato serializzato dal 3 marzo al 2 novembre 1999 sulla rivista Ciao e successivamente pubblicato in 2 tankōbon dal 20 ottobre 1999 al 20 maggio 2000.
| Nº | Titolo italiano (traduzione letterale) Giapponese 「Kanji」 - Rōmaji | Data di prima pubblicazione        | Data di prima pubblicazione |
| Nº | Titolo italiano (traduzione letterale) Giapponese 「Kanji」 - Rōmaji | Giapponese                         |                             |
| 1  | Corrector Yui 1 「コレクター・ユイ １」 - Korekutā Yui 1             | 20 ottobre 1999 ISBN 4-09-135881-0 |                             |
| 2  | Corrector Yui 2 「コレクター・ユイ ２」 - Korekutā Yui 2             | 20 maggio 2000 ISBN 4-09-135882-9  |                             |

### Seconda versione
Una versione disegnata da Keiko Okamoto, composta da nove volumi (di cui cinque basati sulla prima stagione, ed i successivi quattro sulla seconda) e pubblicata dalla NHK Publishing, è stata tratta dalla serie animata.
| Nº                              | Titolo italiano (traduzione letterale) Giapponese 「Kanji」 - Rōmaji | Data di prima pubblicazione         | Data di prima pubblicazione |
| Nº                              | Titolo italiano (traduzione letterale) Giapponese 「Kanji」 - Rōmaji | Giapponese                          |                             |
| Corrector Yui (5 volumi)        | |                                     |                             |
| 1                               | Corrector Yui 1 「コレクター・ユイ １」 - Korekutā Yui 1 | 28 aprile 1999 ISBN 4-14-454055-3   |                             |
| 1                               | Capitoli (traduzioni letterali dei titoli) - 1. Partenza per ComNet! (コムネットへ出発！?, Komunetto e shuppatsu!) - 2. Le possibilità dell'amore sono infinite? (恋の可能性は無限大？?, Koi no kanōsei wa mugendai?) - 3. Trasmetti! La voce della foresta (とどけ！森の声?, Todoke! Mori no koe) |                                     |                             |
| 2                               | Corrector Yui 2 「コレクター・ユイ ２」 - Korekutā Yui 2 | 29 giugno 1999 ISBN 4-14-454056-1   |                             |
| 2                               | Capitoli (traduzioni letterali dei titoli) - 4. Aiutate Rescue (レスキューをたすけて?, Resukyū o tasukete) - 5. Si può mangiare la casa di dolci? (お菓子の家で食べられる？?, Okashi no ie de taberareru?)                                                                                         |                                     |                             |
| 3                               | Corrector Yui 3 「コレクター・ユイ ３」 - Korekutā Yui 3 | 27 agosto 1999 ISBN 4-14-454057-X   |                             |
| 3                               | Capitoli (traduzioni letterali dei titoli) - 6. Un doppio appuntamento emozionante♡da batticuore♡ (わくわく♡どきどき♡ダブルデート?, Wakuwaku♡dokidoki♡Daburu Dēto) - 7. Quando Warwolf abbaia (ウォーウルフが吠える時?, Uōurufu ga hoeru toki)                                                     |                                     |                             |
| 4                               | Corrector Yui 4 「コレクター・ユイ ４」 - Korekutā Yui 4 | 29 ottobre 1999 ISBN 4-14-454058-8  |                             |
| 4                               | Capitoli (traduzioni letterali dei titoli) - 8. L'ultimo software (最後のソフト?, Saigo no Sofuto) - 9. L'angelo dalle ali nere (黒い翼の天使?, Kuroi tsubasa no tenshi) |                                     |                             |
| 5                               | Corrector Yui 5 「コレクター・ユイ ５」 - Korekutā Yui 5 | 18 dicembre 1999 ISBN 4-14-454059-6 |                             |
| 5                               | Capitoli (traduzioni letterali dei titoli) - 10. Assalto al castello di Grosser! (突撃グロッサー城！?, Totsugeki Gurossā jō!) - 11. Partenza per il domani!! (明日へ出発！！?, Asu e shuppatsu!!)                                                                                                  |                                     |                             |
| Corrector Yui Ver. 2 (4 volumi) | |                                     |                             |
| 1 (6)                           | Corrector Yui Ver. 2 1 「コレクター・ユイ Ｖｅｒ．２ １」 - Korekutā Yui Ver. 2 1 | 22 aprile 2000 ISBN 4-14-454064-2   |                             |
| 1 (6)                           | Capitoli (traduzioni letterali dei titoli) - 1. IR non è più necessario!? (ＩＲはもういらない！？?, Aiāru wa mou iranai!?) - 2. La bambina smarrita (迷子の少女?, Maigo no shōjo) |                                     |                             |
| 2 (7)                           | Corrector Yui Ver. 2 2 「コレクター・ユイ Ｖｅｒ．２ ２」 - Korekutā Yui Ver. 2 2 | 28 giugno 2000 ISBN 4-14-454065-0   |                             |
| 2 (7)                           | Capitoli (traduzioni letterali dei titoli) - 3. I giorni da sogno di Yui (ユイの夢の日々?, Yui no yume no hibi) - 4. Il diario scolastico di Freeze (フリーズの学園日記?, Furīzu no gakuen nikki)                                                                                                  |                                     |                             |
| 3 (8)                           | Corrector Yui Ver. 2 3 「コレクター・ユイ Ｖｅｒ．２ ３」 - Korekutā Yui Ver. 2 3 | 26 agosto 2000 ISBN 4-14-454066-9   |                             |
| 3 (8)                           | Capitoli (traduzioni letterali dei titoli) - 5. Il giro del mondo in otto ore (８時間世界一周?, 8 jikan sekai isshū) - 6. Freeze triste (悲しみのフリーズ?, Kanashimi no Furīzu) |                                     |                             |
| 4 (9)                           | Corrector Yui Ver. 2 4 「コレクター・ユイ Ｖｅｒ．２ ４」 - Korekutā Yui Ver. 2 4 | 27 ottobre 2000 ISBN 4-14-454067-7  |                             |
| 4 (9)                           | Capitoli (traduzioni letterali dei titoli) - 7. Il collasso di ComNet!? (コムネット崩壊！？?, Komunetto hōkai!?) - 8. Best Friends (Ｂｅｓｔ Ｆｒｉｅｎｄｓ?) |                                     |                             |